# Mükénéi kultúra

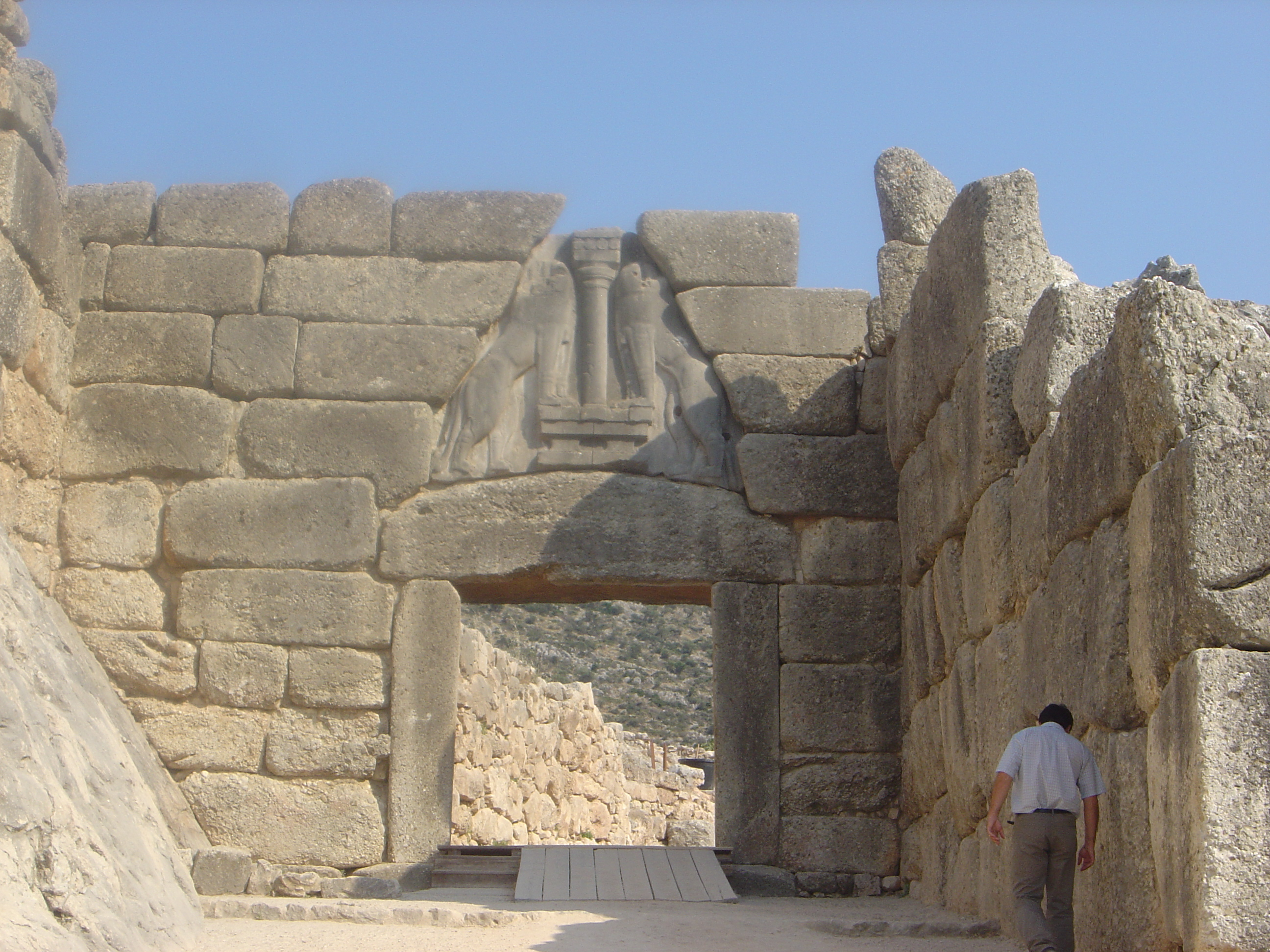
Az Oroszlános kapu Mükénében

A mükénéi kultúra a görög szárazföld késő bronzkori kultúrája (i. e. 16–12. sz.); a helladikus kultúra utolsó szakasza. Nevét egyik legjelentősebb lelőhelyéről, Mükénéről kapta. Rajta kívül fontos központok és lelőhelyek voltak Pülosz, Spárta és Tirünsz is.
I. e. 2200-1900 között a görög szárazföldre indoeurópai néptörzsek vándoroltak be, akiket később akhájoknak, iónoknak neveztek. Az i. e. 16. században ezek a görög törzsek benyomultak a Peloponnészoszra. Katonailag jól megszervezett társadalmukba beolvadtak a félszigeten élő kisebb népek, ettől művészetük paraszti jellegűvé vált. Kultúrájukból és a minószi civilizáció összeolvadásából i. e. 1600 körül keletkezett és hirtelen kivirágzott a mükénéi kultúra, melyben anatóliai és egyiptomi hatások is érvényre jutottak. I. e. 1450-től a mükénéi törzsi vezérek elfoglalták a Szantorini vulkán kitörése (kb. i. e. 1500 vagy 1470 körül) által elpusztított Krétát, amely a krétaiak földközi-tengeri uralmának végét jelentette, és az i. e. 14. századtól a mükénéi befolyás kiterjesztéséhez vezetett a Földközi-tenger keleti térsége felett. A mükénéi kultúra az égei népvándorlások, a tengeri népek vándorlásának viharaiban az i. e. 13–12. században pusztult el, mivel elvágták külső nyersanyagforrásaitól. E korszak emléke Homérosz eposzaiban él tovább. Az akhájok kapcsolatban álltak a Peloponnészoszon virágzó prehellén kultúrákkal (pl. Lerna) is.
A mükénéi művészet első korszakát aknasírok alapján ismerjük. Az aknasírokból előkerült leletek krétai import dísztárgyak, kardvégek, tőrvégek. A helyi és krétai hagyományok ötvöződését mutatták ki harci jeleneteket ábrázolós sztéléken, halotti maszkokon. Itt már megfigyelhetők a mükénéi művészet alapelemei, a geometrikus minták, lineáris felosztás. A mükénéi kultúra felfedezését Heinrich Schliemannak köszönhetjük, aki a mükéneiek által kifosztott Tróját is feltárta.
A mükénéi civilizációról részleteiben – ami eredetét, kialakulását, a társadalomszerkezetet, a gazdaságot, a vallást, a többi civilizációval való kapcsolatot stb. illeti – meglehetősen kevés biztosat tudunk; az újabb ásatások nyomán előkerült régészeti leletek és újabb (a kilencvenes évekig kialakult), interdiszciplináris alapú történészi elméletek a történelemkönyvekben szereplő „palotagazdaságok” képét részleteiben inkább bizonytalanabbá, semmint árnyaltabbá tették.

## Eredet
A Schliemann által Agamemnón álarcának nevezett arany halotti maszk valamikor az i. e. 1580 és 1500 közötti években készült, tehát mintegy 300 évvel a trójai háború előtt. Ha így az maszk nem is lehetett a Trója ellen vonuló akhájok fővezérének az álarca, minden bizonnyal Mükéné egykori uralkodójához tartozott, és azt támasztja alá, hogy a Mükénéi Királyság már az i. e. 16. században kialakult. Ez az időszak a hükszószok Egyiptomból történt kiűzésével esik egybe. Az i. e. 16. századi aknasírok leletei (balzsamozás nyomai, arany- és ezüstberakásokkal díszített bronztőrök díszítései) mellett a harci szekér hirtelen megjelenése is a kultúra egyiptomi eredetét látszanak alátámasztani.
Frank H. Stubbings amerikai történész szerint az aknasírokban nyugvó fejedelmi személyek összefüggésbe hozhatók az Egyiptomból kiűzött hükszószokkal. Vannak olyan feltevések is, melyek szerint a hükszószokat Egyiptomból kiűző és a XVIII. dinasztiát megalapító, I. Jahmesz vagy Amószisz (Nebpehtiré) fáraó (i. e. 1552–1527) hadseregét segítették a görög szárazföldön toborzott zsoldosok, akiket krétai hajósok szállítottak Egyiptom földjére. Egyiptomban több olyan korabeli régészeti lelet is előkerült, amelyek alapján a görög szárazfölddel való közvetlen kapcsolatok megléte bizonyítható.
Görög kutatók szerint viszont a mükénéi civilizáció Görögország földjében gyökeredzik. Szerintük a földrengések és egyéb természeti katasztrófák következtében meggyengült minószi civilizáció a görög szárazföldről érkező kalózok martalékává vált, akik rengeteg kincset és hozzáértő mesterembereket vittek magukkal haza. Szerintük ez magyarázza a mükénéi kultúra kialakulását és a krétai ízlés befolyását. Az N. G. L. Hammond angol kutató által vallott északi eredet elmélete szerint Mükéné urai a Balkán-hegység tájáról vagy még északabbról származtak.

## A mükénéi civilizáció gazdasága
Az akhájok a minószi kultúrától átvették többek között a palotakultúrát és a krétai kézműipar jellegzetes termékeit is. Bár az anyagi hagyaték egységes vonásokat mutat, a mükénéi kultúra több, egymástól független palotaközpont körül jött létre. Főbb központjai a görög szárazföldön Mükéné, Tirünsz és Pülosz, Athén, Thébai, Gla, Orkhomenosz, Iólkosz, majd az i. e. 14. századtól Kréta szigete és az anatóliai partvidék egy része is mükénéi uralom alá került. A kézműiparnak nagy mennyiségű import nyersanyagra – a bronz előállításához rézre és ónra, a luxustermékek készítéséhez elefántcsontra és borostyánra – volt szüksége. A mükénéi gazdaság ezért intenzív kereskedelmi kapcsolatot tartott fenn Kis-Ázsiával – például Milétosszal -, továbbá Egyiptommal, Itáliával és Szicíliával. A fémimport megszervezésére hozták létre a mükénéi palotagazdaságokat, amelyek minószi, illetve prehellén minták nyomán alkalmazták a raktári újraelosztásos termelési rendszert. A palotagazdaságok raktáraiból kaptak nyersanyagot és élelmiszert az egyes termelők, akik cserébe termékeiket a raktárakba szolgáltatták be.
Úgy látszik, mintha a mükénéiek Krétától többet tanultak volna, mint amennyit adtak neki; uralmukra, amely egybeesik a knósszoszi lineáris B írást tartalmazó agyagtáblák korával (i. e. 1400 táján), szűkös viszonyok, a harcias életmód, a kézművesség fejlődése és a paloták művészetének hanyatlása a jellemző. A krétai lineáris A írásból alakult ki a mükénéi kultúra által használt, a görög nyelv rögzítésére átalakított lineáris B írás, amellyel a palotagazdaságok raktárainak leltárait vezették. A fellelt agyagtáblákból kiderül, hogy minden gazdaság alapja a mezőgazdaság volt. A juhokat ötvenesével számolták, a gyapjú alapegysége az egy nyájban lévő juhok egytized részének vagy a kosok egynegyedének többszöröse volt. Volt több, elkülönült, speciális foglalkozás és mesterség: juhász, kecskepásztor, vadász, favágó, kőműves, hajóépítő, ács, stb. A gabonát a nők őrölték és mérték ki, de a kenyeret a férfiak sütötték meg.
A fényűző életmód aranyműveseknek, fürdősnőknek és kenőcsfőzőknek (illatszerkészítőknek) adott munkát. Magánszemélyeknek is lehettek rabszolgáik, akik követték uruk foglalkozását; a fogságba hurcolt nők munkaerőként fontos szerepet játszottak. Gyakran említik a kenyeret, az olajat, a bort. A szokásos állatokat tartották nyilván, közéjük tartozott a nem túl gyakori krétai kecske is. Egy pecsétkő ábrázolása nyomán felmerült, hogy ezeket a hosszú szarvú, méltóságteljes állatokat párosával esetleg kocsik húzására is felhasználták. Azt, hogy a mükénéiek milyen zöldségféléket fogyasztottak, homály fedi, de sokféle fűszert ismertek, például a mentát, és tudjuk, hogy Knósszoszban a mükénéi korszakban sajtot is ettek. A knósszoszi juhászok és kecskepásztorok nyájaikat a palotától távolabb legeltették, és külön adószedők gyűjtötték be az egyes nyájak után az állatok és a gyapjú megfelelő hányadát. Igen kevés volt a ló, és nem sok a szarvasmarha. A disznókat kondákban legeltették, és a zsírt külön nyilvántartották.

## A mükénéi társadalom
Az egyes palotagazdaságok apró területű államokat alkottak; élükön a vanax (király) állt, aki első emberére, a lavagetaszra (vezír), valamint a hivatalnokrétegre és a hadseregre támaszkodott a külső és belső támadások kivédésében. A hadsereg fontossága ebben az időben a Közel-Keleten másutt is hasonlóképp megnövekedett. A király volt ugyan az uralkodó, de a gabona vagy a föld elosztásakor a három főből álló tanácsnak együttesen ugyanakkora rész jutott, mint neki, és a tanácstagokéval azonos nagyságú rész a rangban a király után következő, másik tisztségviselőnek. Lehetséges, bár nem bizonyított, hogy ez utóbbi gyakorolta a királyságban a világi hatalmat, a király pedig inkább a vallásit.

## A mükénéi vallás

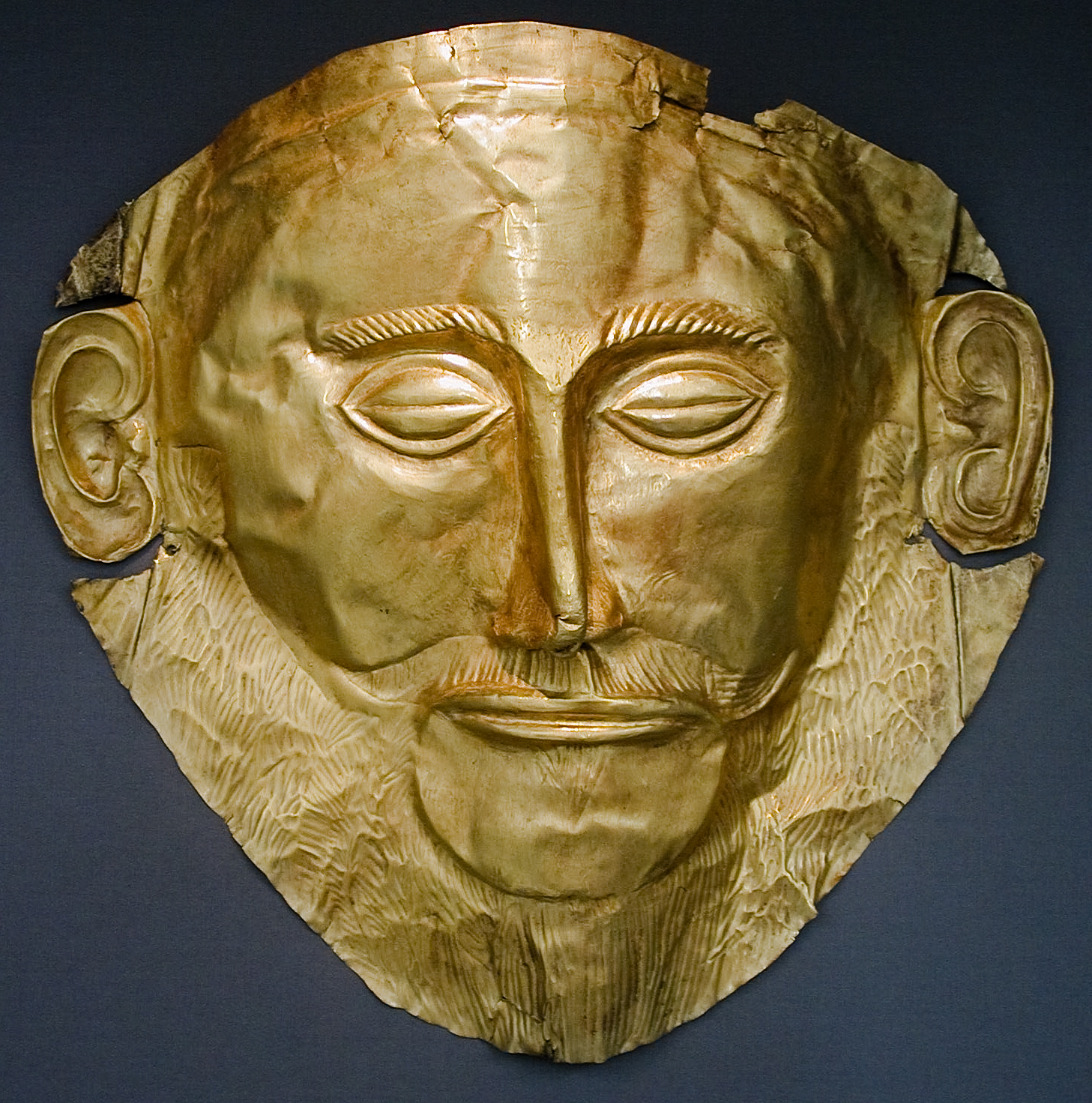
Agamemnón maszkja

A sírokban talált áldozati ajándékok, az aranyálarcok, a mézben való konzerválás olykor kimutatható szokása arra enged következtetni, hogy kialakult nézeteik voltak a halál utáni életről. A krétai barlang-szentélyekben végzett termékenységi kultuszok vallási rendszerük egyik fontos elemét jelenthették. Az épületek romjain és a különböző tárgyakon látható ábrázolások szerint többistenhívők voltak. Valószínű, hogy a görög tragédiákban előforduló Iphigeneia Mükénében még nagyhatalmú istennő volt. Az istenek áldozati ajándékokat kaptak, és tulajdonnal is rendelkeztek. Mindennek ellenére biztos tudásunk nagyon csekély vallási nézeteikkel kapcsolatban.

## A mükénéi kultúra régészeti leletei

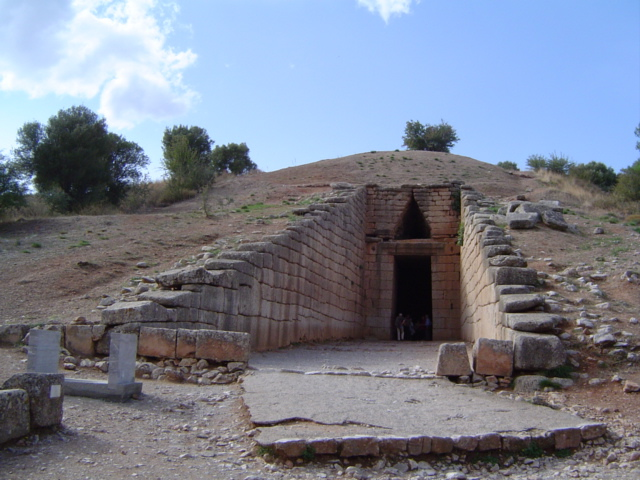
Átreusz sírja

### Építészet
A legjelentősebb lelőhely természetesen a kultúra névadó városa. Már magának a városnak is érdekes a felépítése: külön negyedek vannak a kézműveseknek, az előkelőknek, a temetőnek. A várost fal veszi körül, amit habarcs nélkül egymásra rakott óriási kőtömbök alkotnak. Ezt a fajta falazási módot küklopikus falazásnak hívjuk. Mükéné az első görög város, melynek volt akropolisza, ez a nyugat-mezopotámiai, szíriai és hettita palotakomplexumból eredő fellegvártípus.
A legismertebb bejárat az Oroszlánkapu, amely szerkezetével az ősi megalitokra emlékeztet, a gerendáját a ránehezedő faltömeg nyomásával szemben háromszögű teherhordó elem védi, ez volt a boltív elődje, a tehermentesítő háromszög. Ezt tölti ki az oroszlános dombormű. A két élőlény tökéletesen alkalmazkodik a felülethez, egymás felé fordulásukkal ellensúlyozzák a háromszög formáját.
Az ország lakói többnyire meredek sziklákat szemeltek ki maguknak és ott építették fel erős fallal körülzárt váraikat. A tirünszi palota helyén régebben egy hatalmas körépítmény állt, emberek laktak benne. Már a meredek szikla is biztos védelmet jelentett, de falakat is emeltek köré. Az erőd magasan kiemelkedett a kis falvak környezetéből. Különös figyelmet szenteltek a várkapunak. Úgy helyezték el, hogy a támadó harcosoknak jobb oldalukkal (melyet nem fedett pajzs) kellett a bejárat felé haladniuk. Az erődnek titkos kijárata is volt, amelyen át elmenekülhettek lakói. Több kapun áthaladva nyitott, oszlopokkal körülvett udvarba jutott az ember. Innen léphetett be a megaronba, a téglalap alakú központi lakóhelyiségbe, aminek közepén tűzhely állt. Itt gyűltek össze a hidegben. „Itt mulatoztak a pháiákok folyton, ettek és ittak, mert bőven volt eleségük” – írja Homérosz az Odüsszeiában. Ennek a szomszédságában kisebb helyiségek sorakoztak, ezek is a nyitott udvarra vezettek. A megaron volt a palota központja, ez előtt oszlopok helyezkedtek el.
A külső falak csupaszak, a belső falak felső részét alabástrom díszíti, a falak többi részét élénkszínű freskók borítják. Az oszlopokat vastagon fedte az arany. A népköltészetben sokáig fennmaradt e szikrázó csarnokok emléke. A palotákban a világos, szimmetrikus felépítés, és a formák áttekinthetősége uralkodott.
Az építészeti maradványok közül a legrégebbiek az ún. aknasírok, melyekben a leletek legnagyobb része még a krétai kultúra alkotása vagy annak helyi utánzata. Mükéné várain belül számos sír található. A legnagyobb Átreusz kincsesháza, ami egy domboldalon épült. A sír alapja 15 méter átmérőjű kör, álkupola magasodik fölé. Már kiraboltan fedezték fel, de a többi sírban találtak értékeket, például arany halotti maszkokat (Agamemnón halotti maszkja), tiarákat, drágakővel díszített tőröket, ékszereket és serlegeket. Ezek közül az egyik leghíresebb az Athéni Nemzeti Múzeumban őrzött „Nesztór-serleg”. Nevezetesek még az ugyanitt látható „vaphiói aranyserlegek”, amelyek az i. e. 15. század körül készültek. A belső kőfalakat arany virágok díszítették. Az egész építmény áttekinthető, fejlettek az arányviszonyok. A görög utazó, Pauszaniasz egy piramishoz hasonlítja a síremléket.
A mükénéi díszítési mód, az ún. ephürai stílus elsősorban a fazekas-művesség emlékein figyelhető meg. Az i. e. 14. századból származó álboltozatos, centrális elrendezésű, monumentális kupolasírok, a küklopikus falmaradványok, az erődök és paloták már jellegzetesen mükénéiek. A nyitott krétai palotákkal szemben a mükénéi központok 6-7 méter vastag fallal védett erődpaloták. Mükénében a várkaput bástyák is védték.
Az uralkodók kupolasírjai olyan jelentős megkülönböztető elemek, hogy a korszakot a kupolasírok dinasztiája néven is említik, holott Mükéné tényleges uralkodóiról gyakorlatilag semmit sem tudunk.

### Festészet
A mükénéi kultúrára erősen hatott a krétai kultúra. Tőlük vették át nemcsak a lineáris B írást, amit már görög nyelvre alkalmaztak, hanem a festészet formakincsét is. Freskókkal díszítették a paloták tróntermeit, mint a pülosziét. Kocsiverseny, lantjátékos madarakkal, hasonló vidám jelenetek láthatók élénk színekkel. A freskókon a krétai alapokra épülve új témaként a mükénéi kultúrában jelent meg a vadászat és a várostrom ábrázolása.

## A késő mükénéi kor kultúrája
Az i. e. 12. században elpusztult Mükéné, Tirünsz és Pülosz a lángok martaléka lett, több kisebb központ elnéptelenedett. Erődítményeiknek roppant mérete, falaiknak súlya arra enged következtetni, hogy a mükénéiek intellektuálisan magas szintű, igen fényűző életet éltek. Kereskedelmük elért Szicílián és a Lipari-szigeteken át egészen az Ibériai-félszigetig. A mükénéi emberek palotáinak hideg gazdagsága, sírjaik oszlopai és a testükön viselt vért gondosan kidolgozott stílusa egységes ízlést tételez fel, egy megállapodott társadalmat vetít elénk. Harci szekereik könnyűek voltak, vázuk hajlított fából készült, kocsiszekrényük keskeny, két ló húzta, ennek ellenére az i. e. 13. századi mükénéiek agyagedényein ábrázolt harci szekerek némelyike elég erős volt ahhoz, hogy három vagy négy hajtót is elbírjon. A harci szekerek fő gyártóbázisai a püloszi műhelyek voltak. A kocsi egész súlya még a lovak nyakára nehezedett, kantárként az álladzóval (állszíjjal) ellátott csúsztatható hurok szolgált. Mükénéi fazekas-termékeket, általában valószínűleg illatszert tartalmazó, kis edényeket találtak Szicíliában, Dél-Itáliában és Spanyolországban, valamint sok kis-ázsiai településen.